# Ugo Cipriani

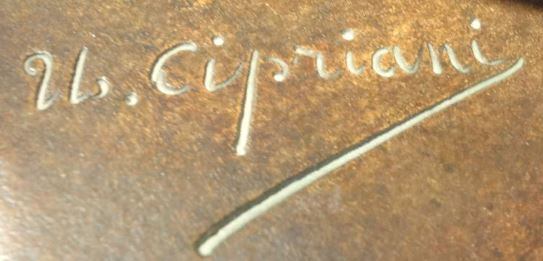
Signatur Ugo Ciprianis

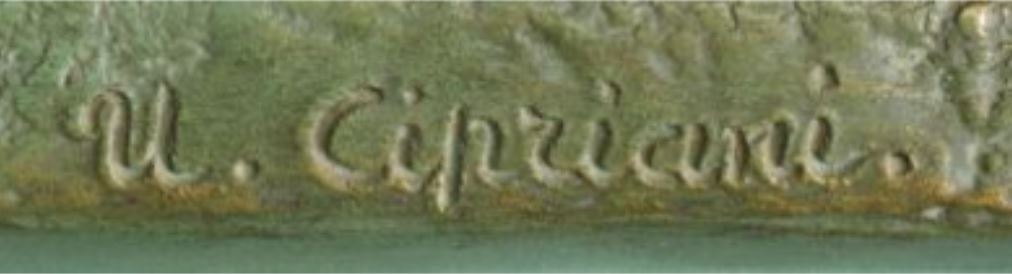
Variation der Signatur

Ugo Cipriani (* 13. August 1897 in Florenz, Italien; † 18. Juni 1960 in Paris, Frankreich) war ein italienischer Bildhauer.

## Leben

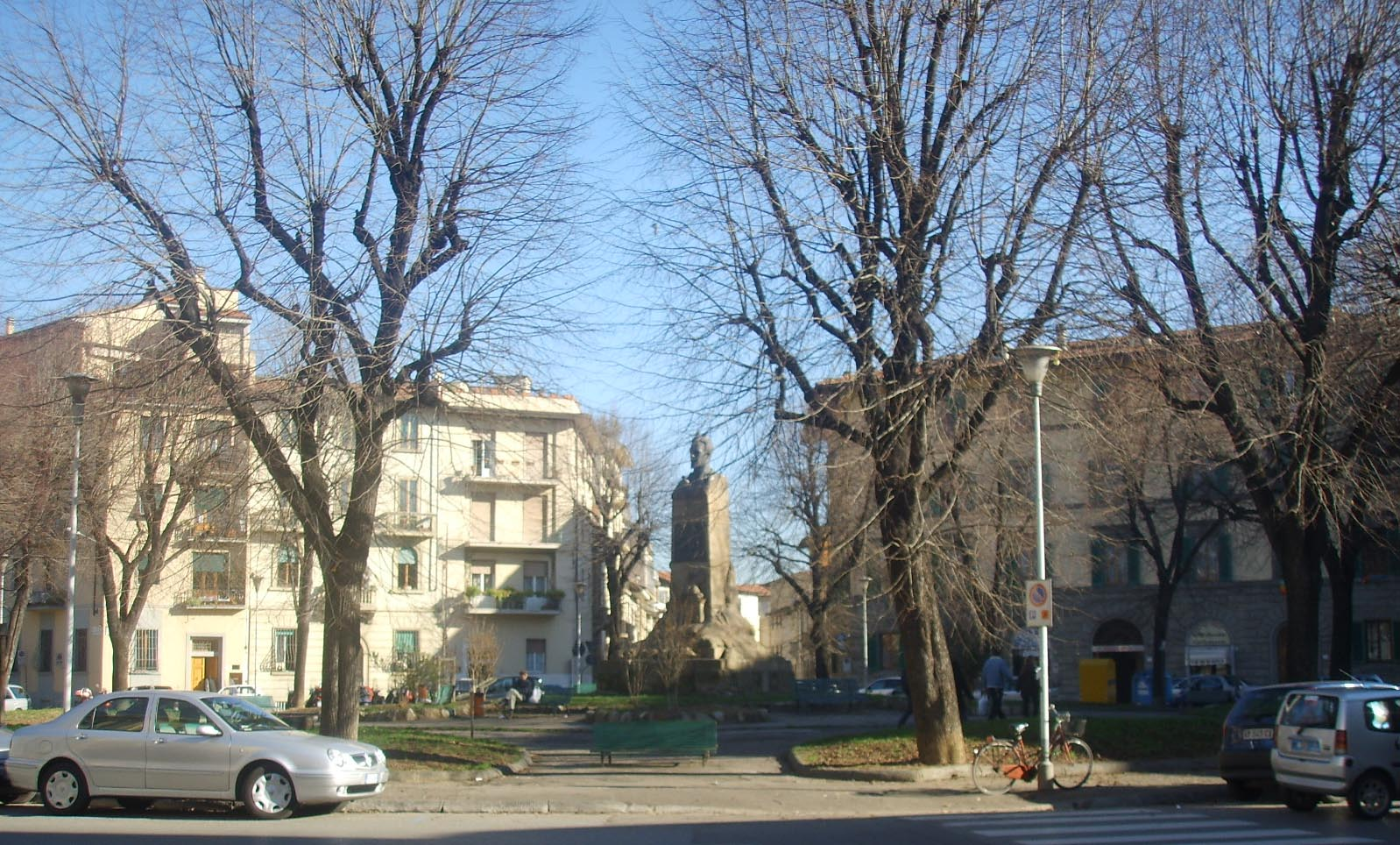
Statue Guglielmo Oberdans auf der Piazza Oberdan in Florenz.

Ugo Cipriani wurde als Sohn des Bildhauers Adolfo Cipriani und der Emilia Pancani geboren, aus deren Verbindung neun Kinder hervorgingen. Er studierte an der Accademia di Belle Arti in seiner Vaterstadt. Als politischer Flüchtling verließ Cipriani zwischen 1935 und 1937 das faschistische Italien und zog nach Frankreich, wo er bis zu seinem Tod lebte und arbeitete.
Eine seiner bekanntesten Arbeiten im öffentlichen Raum ist die auf 1919 datierte Statue des italienischen Irredentisten Guglielmo Oberdan auf der Piazza Oberdan in Florenz.
In der 1920er und 1930er Jahren stellte er zahlreiche Bildhauerarbeiten im Stil des Art déco her, für die er Materialien wie Marmor, Alabaster, Zinn, Ivorine, Bronze und Terracotta verwendete. Seine Bronze- und Terracottastücke signierte er oftmals mit Cipriani, jedoch kamen einige seiner Zinnstücke auch unsigniert auf den Markt. In der Literatur besteht die weitverbreitete Annahme, dass Ugo Cipriani seine Arbeiten aus Zinn und Ivorine unter dem Pseudonym Menneville herausgab. Inspiration für diesen Namen sei die Mutter eines seiner Söhne gewesen, Madelaine Bouchetot de Menneville. Einige Stücke zeigen Variationen einer Frau mit einem oder mehreren Hunden, die oftmals mit Menneville et Rochard signiert sind. Hier wurden die Frauenfiguren von Menneville und die Hunde von dem Tierskulpteur Irénée Rochard gefertigt. Andere Namen, die als mögliche Pseudonyme mit Cipriani in Verbindung gebracht werden, sind Uriano, Roggia und Deviggo. Mit diesen Namen wurden einige Zinn- und Ivorinearbeiten signiert, die in dem für Cipriani typischen Stil gefertigt wurden und anderweitig nicht zugeordnet werden konnten. Produziert wurden viele dieser Arbeiten von der Bildgießerei Silvin in Paris.

## Werke (Auswahl)
- Nu féminin
- Paire de biches
- Jeune femme à la pochette
- Jeune fille aux bras levés
- Séduction
- Buste de Beethoven
- Femme allanguie
- Baigneuse assise au lévrier
- Femme aux deux lévriers
- Maternité
- Jeune femme à l'enfant nourissant un mouton
- Pauline Borghèse sur sa méridienne
- Archer mâle
- Homme avec javelot sur un flotteur